# Торп, Томас
Томас Торп (англ. Thomas Bangs Thorpe; 1815–1878) — американский художник, иллюстратор и писатель.

## Биография
Родился 1 марта 1815 года в Уэстфилде, штат Массачусетс,, сын священника. Когда мальчику было четыре года, умер отец; мать с тремя детьми переехала к своим родителям в Олбани, штат Нью-Йорк.
В 1827 году вся семья переехала в город Нью-Йорк, где Томас получил среднее школьное образование. Некоторое время в течение 1830 года обучался живописи у Джона Куидора. В период с 1834 по 1836 годы посещал Уэслианский университет в Мидлтауне, штат Коннектикут, однако болезнь помешала ему его окончить. Несмотря на это, получил художественные и литературные навыки. В связи с необходимостью жить в тёплом климате, в 1837 году Томас Торп переехал в город Батон-Руж, штат Луизиана, где прожил следующие 17 лет. Затем вместе со своей женой и детьми переехал в Нью-Йорк.
Особенно известен романом «Big Bear of Arkansas», которое было впервые опубликовано в журнале Spirit of the Times в 1841 году. В другом романе Торпа о борьбе с рабством «The Master's House», написанном в 1854 году, повествуется о молодом человеке из Северной Каролины, который получил образование в колледже в Новой Англии, а затем переехал в Луизиану со своими рабами и основал там плантацию. Роман был важен для изображения работорговли в её мягком виде, но при этом с убедительной критикой рабства.
Умер 20 сентября 1878 года в Нью-Йорке.
С 1838 года был женат на Anne Maria Hinckley, у них было трое детей.